# Jakub Słowik
Jakub Słowik (Nowy Sącz, 31 agosto 1991) è un calciatore polacco, portiere del Konyaspor.

## Statistiche

### Presenze e reti nei club
Statistiche aggiornate al 16 gennaio 2020.
| Stagione              | Squadra               | Campionato            | Campionato | Campionato | Coppe nazionali | Coppe nazionali | Coppe nazionali | Coppe continentali | Coppe continentali | Coppe continentali | Altre coppe | Altre coppe | Altre coppe | Totale | Totale |
| Stagione              | Squadra               | Comp                  | Pres       | Reti       | Comp            | Pres            | Reti            | Comp               | Pres               | Reti               | Comp        | Pres        | Reti        | Pres   | Reti   |
| --------------------- | --------------------- | --------------------- | ---------- | ---------- | --------------- | --------------- | --------------- | ------------------ | ------------------ | ------------------ | ----------- | ----------- | ----------- | ------ | ------ |
| 2010-2011             | Jagiellonia           | EK                    | 1          | 0          | CP              | 0               | 0               | UEL                | 0                  | 0                  | SP          | 0           | 0           | 1      | 0      |
| 2011-gen. 2012        | Jagiellonia           | EK                    | 4          | -3         | CP              | 0               | 0               | UEL                | 0                  | 0                  | -           | -           | -           | 4      | -3     |
| gen.-giu. 2012        | Warta Poznań          | 1L                    | 10         | -9         | CP              | -               | -               | -                  | -                  | -                  | -           | -           | -           | 10     | -9     |
| 2012-2013             | Jagiellonia           | EK                    | 23         | -32        | CP              | 3               | -8              | -                  | -                  | -                  | -           | -           | -           | 26     | -40    |
| 2013-2014             | Jagiellonia           | EK                    | 17         | -25        | CP              | 2               | -1              | -                  | -                  | -                  | -           | -           | -           | 19     | -26    |
| 2014-2015             | Jagiellonia           | EK                    | 3          | -4         | CP              | 1               | -1              | -                  | -                  | -                  | -           | -           | -           | 4      | -5     |
| Totale Jagiellonia    | Totale Jagiellonia    | Totale Jagiellonia    | 48         | -64        |                 | 6               | -10             |                    | 0                  | 0                  |             | 0           | 0           | 54     | -74    |
| 2015-2016             | Pogoń Stettino        | EK                    | 17         | -19        | CP              | 1               | -2              | -                  | -                  | -                  | -           | -           | -           | 18     | -21    |
| 2016-2017             | Pogoń Stettino        | EK                    | 20         | -29        | CP              | 4               | -5              | -                  | -                  | -                  | -           | -           | -           | 24     | -34    |
| Totale Pogoń Stettino | Totale Pogoń Stettino | Totale Pogoń Stettino | 37         | -48        |                 | 5               | -7              |                    | -                  | -                  |             | -           | -           | 42     | -55    |
| 2017-2018             | Śląsk Wrocław         | EK                    | 20         | -30        | CP              | 1               | -4              | -                  | -                  | -                  | -           | -           | -           | 21     | -34    |
| 2018-2019             | Śląsk Wrocław         | EK                    | 35         | -42        | CP              | 0               | 0               | -                  | -                  | -                  | -           | -           | -           | 35     | -42    |
| Totale Śląsk Wrocław  | Totale Śląsk Wrocław  | Totale Śląsk Wrocław  | 55         | -72        |                 | 1               | -4              |                    | -                  | -                  |             | -           | -           | 56     | -76    |
| lug.-dic. 2019        | Vegalta Sendai        | J1                    | 15         | -15        | CI              | 1               | -2              | -                  | -                  | -                  | -           | -           | -           | 16     | -17    |
| Totale carriera       | Totale carriera       | Totale carriera       | 165        | -208       |                 | 13              | -23             |                    | 0                  | 0                  |             | 0           | 0           | 178    | -231   |

### Cronologia presenze in nazionale
| Cronologia completa delle presenze e delle reti in nazionale ― Polonia | Cronologia completa delle presenze e delle reti in nazionale ― Polonia | Cronologia completa delle presenze e delle reti in nazionale ― Polonia | Cronologia completa delle presenze e delle reti in nazionale ― Polonia | Cronologia completa delle presenze e delle reti in nazionale ― Polonia | Cronologia completa delle presenze e delle reti in nazionale ― Polonia | Cronologia completa delle presenze e delle reti in nazionale ― Polonia | Cronologia completa delle presenze e delle reti in nazionale ― Polonia |
| Data                                                                   | Città                                                                  | In casa                                                                | Risultato                                                              | Ospiti                                                                 | Competizione                                                           | Reti                                                                   | Note                                                                   |
| ---------------------------------------------------------------------- | ---------------------------------------------------------------------- | ---------------------------------------------------------------------- | ---------------------------------------------------------------------- | ---------------------------------------------------------------------- | ---------------------------------------------------------------------- | ---------------------------------------------------------------------- | ---------------------------------------------------------------------- |
| 2-2-2013                                                               | Malaga                                                                 | Polonia                                                                | 4 – 1                                                                  | Romania                                                                | Amichevole                                                             | -1                                                                     |                                                                        |
| Totale                                                                 |                                                                        | Presenze                                                               | 1                                                                      |                                                                        | Reti                                                                   | -1                                                                     |                                                                        |

## Palmarès

### Club

#### Competizioni nazionali
- Coppa di Polonia: 1

Jagiellonia: 2009-2010
- Supercoppa di Polonia: 1

Jagiellonia: 2010